# Melanagromyza curvibucca
Melanagromyza curvibucca är en tvåvingeart som beskrevs av Spencer 1959. Melanagromyza curvibucca ingår i släktet Melanagromyza och familjen minerarflugor.
Artens utbredningsområde är Kongo. Inga underarter finns listade i Catalogue of Life.